# Timothy Hubert
Timothy Hubert (10 augustus 1982) is een Belgische hoogspringer. Hij veroverde in dit metier een viertal Belgische titels.
Hubert studeerde handelswetenschappen en werkte achtereenvolgens als accountant en bedrijfsrevisor.
Hubert sport bij Eendracht Aalst.

## Belgische kampioenschappen
Outdoor
| Onderdeel    | Jaar       |
| ------------ | ---------- |
| hoogspringen | 2007, 2011 |

Indoor
| Onderdeel    | Jaar       |
| ------------ | ---------- |
| hoogspringen | 2006, 2008 |

## Persoonlijke records
Outdoor
| Onderdeel    | Prestatie | Datum       | Plaats  |
| ------------ | --------- | ----------- | ------- |
| 110 m horden | 15,10 s   | 1 juli 2001 | Brussel |
| hoogspringen | 2,18 m    | 7 juni 2003 | Leuven  |

Indoor
| Onderdeel    | Prestatie | Datum            | Plaats |
| ------------ | --------- | ---------------- | ------ |
| 60 m horden  | 8,42 s    | 16 februari 2003 | Gent   |
| hoogspringen | 2,16 m    | 12 februari 2005 | Gent   |

## Palmares

### hoogspringen
- 2006:  BK AC indoor - 2,07 m
- 2007:  BK AC indoor - 2,07 m
- 2007:  BK AC - 2,11 m
- 2008:  BK AC indoor - 2,16 m
- 2008:  BK AC - 2,08 m
- 2009:  BK AC - 2,04 m
- 2010:  BK AC indoor - 2,07 m
- 2011:  BK AC indoor - 2,04 m
- 2011:  BK AC - 2,09 m
- 2012: NM BK AC indoor
- 2013:  BK AC indoor - 2,07 m
- 2013:  BK AC - 2,01 m